# 嗅盐

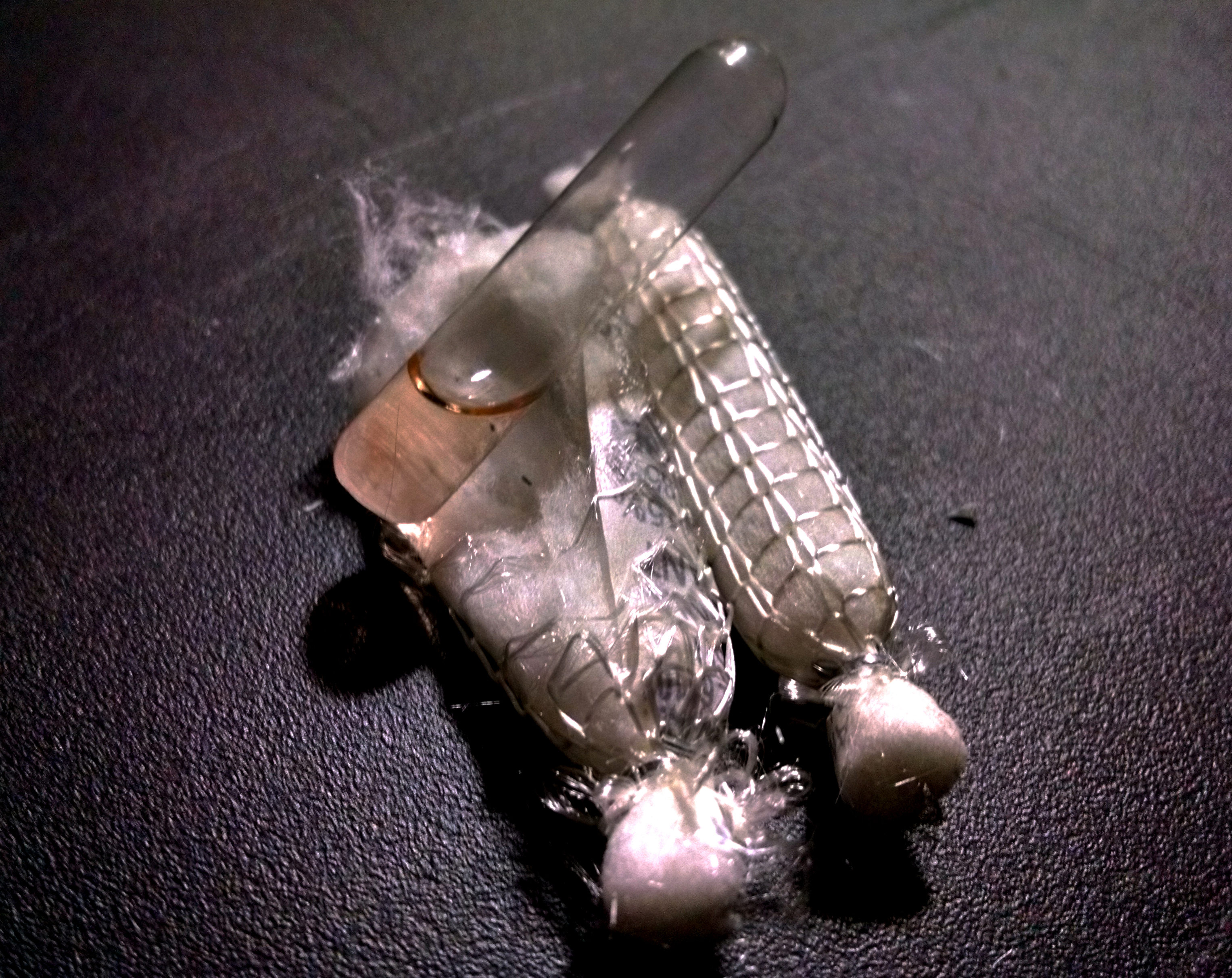
两粒来自急救箱的嗅盐胶囊。一个薄的内玻璃管含有酒精和氨水，外层是棉和网。压碎时，液体会释放到棉花中，而玻璃碎片则保留在里面。将浸过氨水的棉花在鼻前晃一晃，以治疗晕厥。

嗅盐，也称氨吸入剂，是用作晕厥后恢复意识的化合物。

## 用途
通常的活性化合物是碳酸铵（(NH4)2CO3），一种无色至白色的结晶固体。现代溶液还可能包含其他产品以增香或与氨一起作用，例如薰衣草油或桉树油。
历史上，嗅盐已被用于晕厥或感到晕厥的人。通常由他人使用，但也可以自行使用。
嗅盐常用于晕眩或昏迷的运动员（尤其是拳击手），以恢复意识和精神警觉。现在大多数拳击比赛都禁止嗅盐。
它们还被用作体育比赛（如举重和冰球）中的一种兴奋剂，用来“唤醒”參賽者以更好表现。在2005年，迈克·斯特拉恩估计70-80%的國家美式橄欖球聯盟球员使用嗅盐作为兴奋剂。

## 历史

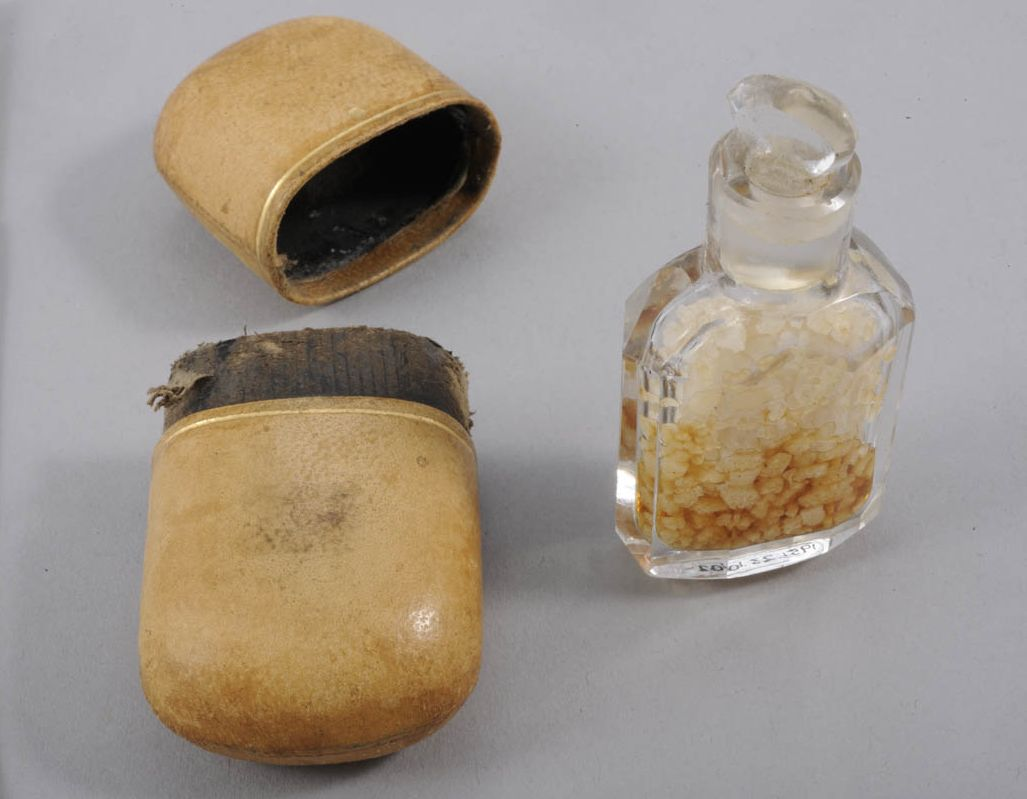
带有嗅盐的烧瓶，用于在手术后使牙科患者恢复活力。来自法国18世纪。

嗅盐从罗马时代就开始使用，并在普林尼的著作中被称为Hammoniacus sal。有证据表明13世纪的炼金术士将其用作氨水。在14世纪的《坎特伯雷故事集》中，一个角色声称使用了sal armonyak。在17世纪，从鹿角和蹄的刨花中蒸馏出氨溶液，這產生了嗅盐的替代名，如鹿角盐等。
它们在维多利亚时代的英国被广泛用于使晕厥的妇女苏醒，在某些地区，警察会为此目的携带一个容器。在这段时间里，嗅盐通常用醋或酒精中的香水溶解，然后浸泡在海绵上，然后放在一个称为香醋的装饰容器中。
在第二次世界大战期间，嗅盐被广泛推荐使用，英国红十字会和圣约翰救护机构建议所有工作场所在急救箱中含有嗅盐。

## 生理作用
固体碳酸铵和碳酸氢铵会部分解离形成NH
3、CO
2和H
2O蒸气，如下：
(NH
4)
2CO
3 → 2 NH
3 + CO
2 + H
2O
NH
4HCO
3 → NH
3 + CO
2 + H
2O
嗅盐会释放氨气（NH
3），会触发吸气反射。它通过刺激鼻子和肺的粘膜使控制呼吸的肌肉更快地工作。
晕厥可能是由过度的副交感神经和迷走神经活动导致心脏减慢和大脑灌流减少所致。交感神经刺激作用被用来抵消这些迷走神经副交感神经作用，从而逆转晕厥。

## 风险
长时间高浓度的氨气是有毒的，可能致命。如果在靠近鼻孔的地方吸入高浓度氨水，可能会灼伤鼻腔或口腔黏膜。建议的距离为10—15（4—6英寸）。
不建议使用氨嗅盐来唤醒在运动中受伤的人，因为它可能会抑制或延迟医疗保健专业人员进行适当和彻底的神经系统评估，如脑震荡后，住院治疗可能是明智的，一些管理机构特别建议不要这样做。嗅盐的刺激性意味着它们可以通过反射性远离颈椎损伤而加剧任何预先存在的颈椎损伤，尽管已经发现这是由于将嗅盐比推荐距离更靠近鼻子的结果。